# 1월 6일
1월 6일은 그레고리력으로 6번째 날에 해당한다.

## 사건
- 1540년 - 영국 국왕 헨리 8세가 클레페의 앤과 네 번째로 결혼.
- 1912년 - 뉴멕시코주가 미국의 47번째 주로 편입되었다.
- 1941년 - 미국 대통령 프랭클린 D. 루스벨트가 네 가지 자유에 대한 연두교서를 발표.
- 1980년 - 사무엘 도가 라이베리아 대통령의 임기를 시작했다.
- 1995년 - 보진카 계획이 적발되다.
- 2015년 - 대한민국에서 세월호 특별법 타결.
- 2016년 - 조선민주주의인민공화국이 4차 핵실험 실시.
- 2021년 - 미국 워싱턴 D.C.에서 2021년 미국 국회의사당 습격이 발생했다.

## 문화
- 1907년 - 이탈리아의 교육자 마리아 몬테소리가 '어린이의 집'을 설립.
- 2000년 - 전라북도를 연고로 하는 대한민국의 프로야구 구단 쌍방울 레이더스가 해체됨.

## 탄생
- 1367년 - 잉글랜드의 왕가 리처드 2세. (~1400년)
- 1412년 - 프랑스의 백 년 전쟁 영웅 잔 다르크. (~1431년)
- 1822년 - 독일의 사업가 및 고고학자 하인리히 슐리만. (~1890년)
- 1838년 - 독일의 작곡가, 지휘자 막스 브루흐. (~1920년)
- 1845년 - 미국의 사업가 겸 정치인 이지도어 스트라우스. (~1912년)
- 1849년 - 독일계 미국인 아이다 스트라우스. (~1912년)
- 1850년 - 독일의 사회주의자 에두아르트 베른슈타인. (~1932년)
- 1906년 - 대한민국의 정치인 이주형. (~?)
- 1913년
  - 미국의 배우 로레타 영. (~2000년)
  - 폴란드의 정치가 에드바르트 기에레크. (~2001년)
- 1915년 - 대한민국의 시인 박목월. (~1978년)
- 1916년 - 대한민국의 시인 겸 대학 교수 및 교육자 박목월. (~1978년)
- 1917년 - 대한민국의 정치깡패 이정재. (~1961년)
- 1922년 - 대한민국의 기업인, 정치인, 국회의원 유기정. (~2010년)
- 1924년 - 대한민국의 15대 대통령, 노벨평화상 김대중. (~2009년)
- 1926년 - 일본의 소설가 김윤규. (~1980년)
- 1927년 - 대한민국의 경제학자 변형윤. (~2022년)
- 1929년 - 아프가니스탄의 정치가 바브락 카르말. (~1996년)
- 1933년 - 대한민국의 시인 이형기. (~2005년)
- 1935년 - 미국의 싱어송라이더 니노 템포. (~2025년)
- 1936년 - 우루과이의 언론 출신 정치가, 대통령 훌리오 마리아 상기네티.
- 1937년 - 대한민국의 정치인 황승민. (~2003년)
- 1938년 - 대한민국의 배우, 성우 김영옥.
- 1939년 - 우크라이나의 축구 선수, 축구 감독 발레리 로바노우스키. (~2002년)
- 1942년 - 대한민국의 언론인 김광일.
- 1943년
  - 조선민주주의인민공화국의 정치인 김계관.
  - 잉글랜드의 축구 선수, 축구 감독 테리 베너블스. (~2023년)
- 1944년 - 북한의 축구 선수 박리섭.
- 1945년 - 대한민국의 배우 박인환.
- 1946년
  - 영국의 뮤지션 시드 배릿. (~2006년)
  - 독일의 전 축구 선수 베른트 횔첸바인.
  - 홍콩의 배우 정페이페이. (~2024년)
- 1950년
  - 미국의 배우 일레인 브롬카.
  - 오스트레일리아의 배우 리처드 노턴. (~2025년)
- 1951년 - 대한민국의 지방의원 이의영.
- 1952년 - 미국의 영화배우 아멜리아 맥퀸. (~2020년)
- 1953년
  - 독일의 전 축구 선수 만프레트 칼츠.
  - 오스트레일리아의 음악가, 기타리스트 맬컴 영. (~2017년)
- 1954년 - 대한민국의 동물행동학자, 초대 국립생태원장 최재천.
- 1955년 - 영국의 배우, 희극인 로언 앳킨슨.
- 1958년 - 대한민국의 전 기업인 예병태.
- 1959년 - 레바논의 총리 하산 디아브.
- 1961년
  - 대한민국의 프로듀서 박정훈.
  - 대한민국의 축구 선수 홍석민.
  - 대한민국의 가수 강태평.
- 1962년
  - 대한민국의 소설가 장정일.
  - 대한민국의 정치인 김홍규.
  - 대한민국의 검사, 정치인 이성윤.
  - 대한민국의 레슬링 선수 김원기. (~2017년)
- 1964년 - 미국의 레슬링 선수 재클린.
- 1965년 - 대한민국의 드라마작가 강희연.
- 1966년 - 대한민국의 성우 박경찬.
- 1968년
  - 대한민국의 가수 고병희.
  - 미국의 영화 감독 존 싱글턴. (~2019년)
- 1971년
  - 대한민국의 정치인 김은혜.
  - 대한민국의 축구 선수 최문식.
- 1974년 - 일본의 영화 감독 이상일.
- 1975년 - 일본의 성우 유카나.
- 1976년
  - 미국의 배우, 성우, 뮤지션 조니 용 보시.
  - 대한민국의 쇼트트랙 선수 전이경.
  - 중화인민공화국의 배우 루이.
  - 대한민국의 아나운서 박상준.
- 1977년 - 대한민국의 가수 데프콘.
- 1978년
  - 대한민국의 싱어송라이터 양양.
  - 일본의 싱어송라이터 츠지 아야노.
- 1979년 - 대한민국의 배우 정소영.
- 1980년 - 대한민국의 배우 박시은.
- 1981년
  - 대한민국의 배우 윤주만.
  - 대한민국의 배우 안재현.
  - 일본의 배우 키쿠치 린코.
- 1982년 - 영국의 배우 에디 레드메인.
- 1983년
  - 대한민국의 희극인 김태원.
  - 대한민국의 래퍼 미쓰라 진 (에픽하이).
  - 대한민국의 국악인, 가수 이봉근.
  - 대한민국의 방송인 김이브님.
  - 대한민국의 배우 서정욱.
- 1984년
  - 대한민국의 만화가 CUTEG.
  - 대한민국의 배우, 교수 김규진.
  - 체코의 모델 에릭 트럼프.
  - 미국의 희극인, 배우, 성우 케이트 매키넌.
- 1985년
  - 잉글랜드의 배우, 신경섬유종증 안면장애인 애덤 피어슨.
- 1986년
  - 영국의 음악가 알렉스 터너 (악틱 몽키즈).
  - 러시아의 모델 이리나 셰이크.
  - 대한민국의 배우 김성규.
  - 대한민국의 배우 국기훈. (~2021년)
  - 네덜란드의 디스크자키, 음악 프로듀서 니키 로메로.
- 1987년 - 대한민국의 배우 신민수.
- 1988년 - 대한민국의 배우 박지혜.
- 1989년
  - 잉글랜드의 축구 선수 앤디 캐럴.
  - 일본의 성우 미카미 시오리.
  - 네덜란드의 디스크자키 겸 음악 프로듀서 니키 로메로.
- 1990년
  - 대한민국의 아나운서 박윤미.
  - 대한민국의 축구 선수 정설빈.
- 1991년 - 대한민국의 뮤지컬 배우 정다운.
- 1992년 - 코스타리카의 축구 선수 조나탄 모야.
- 1993년 - 대한민국의 모델 김미림.
- 1994년
  - 대한민국의 배우 최원명.
  - 대한민국의 가수 JAY B (GOT7).
  - 대한민국의 전 리그 오브 레전드 프로게이머 프레이.
  - 스페인의 축구 선수 데니스 수아레스.
- 1995년 - 미국의 발레단 미켈라 드프린스. (~2024년)
- 1996년
  - 대한민국의 가수 낯선아이 (前 볼빨간사춘기).
  - 대한민국의 래퍼 KING SOUTH G.
- 1997년
  - 대한민국의 축구 선수 강지훈.
  - 대한민국의 트로트 가수 옥진욱.
- 1998년
  - 대한민국의 축구 선수 이승우.
  - 이란의 레슬링 선수 모함마드 하디 사라비.
- 1999년
  - 대한민국의 축구 선수 엄원상.
  - 러시아의 피겨스케이팅 선수 옐레나 라디오노바.
- 2000년
  - 대한민국의 가수 권은빈 (CLC).
  - 중화민국의 아이돌 가수 슈화 ((여자)아이들).
  - 독일의 축구 선수 얀피에테 아르프.
- 2001년
  - 대한민국의 축구 선수 이상혁.
  - 대한민국의 가수 클로이.
- 2002년
  - 대한민국의 축구 선수 김민성.
  - 대한민국의 배우 김아론.
  - 일본의 아이돌 가수 야나가와 나나미.
  - 일본의 축구 선수 야마우치 가케루.
  - 중국의 배우, 가수 린모.
- 2003년 - 대한민국의 가수 채이.
- 2007년 - 대한민국의 배우 이다경.
- 2010년 - 대한민국의 배우 정수빈.

## 사망
- 1829년 - 체코의 소설가 요세프 도브로프스키. (1753년~)
- 1852년 - 프랑스의 점자 창안자 루이 브라유. (1809년~)
- 1884년 - 오스트리아의 생물학자 그레고어 멘델. (1822년~)
- 1918년 - 독일의 수학자 게오르크 칸토어. (1845년~)
- 1919년 - 미국의 제26대 대통령 시어도어 루스벨트. (1858년~)
- 1949년 - 미국의 영화 감독 빅터 플레밍. (1889년~)
- 1958년 - 대한민국의 장로교 목사 김응순. (1891년~)
- 1981년 - 영국의 소설가 A. J. 크로닌. (1896년~)
- 1993년 - 미국의 트럼펫 연주자 디지 길레스피. (1917년~)
- 1996년
  - 대한민국의 가수 김광석. (1964년~)
  - 대한민국의 정치인 이병주. (1912년~)
- 2013년 - 대한민국의 야구 선수 조성민. (1973년~)
- 2017년 - 인도의 배우 옴 푸리. (1950년~)
- 2020년 - 대한민국의 법조인 이선중. (1924년~)
- 2021년
  - 대한민국의 래퍼 빅죠. (1978년~)
  - 일본의 재즈연주자 나베시마 나오테루. (1926년~)
  - 일본의 야구 선수 다도코로 젠지로. (1934년~)
- 2022년
  - 일본의 역사학자 이마니시 하지메. (1948년~)
  - 미국의 영화 감독 피터 보그다노비치. (1939년~)
  - 미국의 영화배우 시드니 포이티어. (1927년~)
  - 필리핀의 소설작가 프란시스코 시오닐 호세. (1924년~)
- 2023년 - 이탈리아의 축구 선수 잔루카 비알리. (1964년~)
- 2025년
  - 대한민국의 정치인 김중태. (1940년~)
  - 미국의 철학자 로버트 폴 울프. (1933년~)
  - 대한민국의 정치인 윤주영. (1928년~)

## 기념일
- 빠텟 라오의 날(Pathet Lao Day): 라오스
- 국군의 날(Armed Forces Day): 이라크
- 동방 박사 3인의 축일(주님 공현 대축일)

## 같이 보기
- 전날: 1월 5일 다음날: 1월 7일 - 전달: 12월 6일 다음달: 2월 6일
- 음력: 1월 6일
- 모두 보기